# May Wright Sewall
May Wright Sewall (27 mai 1844 - 22 juillet 1920) est une militante féministe américaine. Elle est notamment dirigeante du comité exécutif de la National Woman Suffrage Association de 1882 à 1890, et présidente du Conseil international des femmes entre 1899 et 1904. Elle a également milité pour l'éducation et la paix,.